# ناخواسته
ناخواسته فیلمی به کارگردانی و نویسندگی برزو نیک‌نژاد و تهیه‌کنندگی سید امیر سیدزاده محصول سال ۱۳۹۲ است.
این فیلم در تاریخ ۲ خرداد ۱۳۹۷ در سینماهای ایران اکران شده‌است.
خلاصه‌ی داستان: طلبه‌ای جوان برای درآوردن پول، مسافرکشی می‌کند. یک روز سه مسافر به پستش می‌خورند که هر کدام حکایتی دارند. دو نفر از مسافرها، خواهر و برادری هستند که مدام با هم جروبحث می‌کنند. خواهر که نبات نام دارد، از دست مردی فرار کرده که ظاهراً قصد دست‌درازی به او را داشته. برادر که برای مرد کار می‌کند، هر طور شده می‌خواهد نبات را برگرداند اما نبات رضایت نمی‌دهد. مسافر دیگر، زنی پریشان است که نوزادی همراه دارد و به‌شدت با مردها مخالف است. همسفر شدن ناخواسته‌ی این آدم‌ها، به عشقی عمیق بین طلبه‌ی جوان و نبات می‌‌انجامد که البته عاقبت خوشی ندارد …

## بازیگران
| بازیگر         | نقش           |
| -------------- | ------------- |
| مهرداد صدیقیان | مرد راننده    |
| الناز حبیبی    | نبات          |
| مهتاب کرامتی   | زن            |
| فرهاد قائمیان  | قهوه چی       |
| ستاره اسکندری  | خاله نبات     |
| همایون ارشادی  | شوهرخاله نبات |
| مهدی فقیه      | راننده رنو    |

## جشنواره
- فیلم ناخواسته، نخستین بار در جشنواره فیلم فجر به نمایش درآمد.
- نامزد سیمرغ بلورین بهترین کارگردانی(برزو نیک‌نژاد) از جشنواره فیلم فجر
- نامزد بهترین بازیگر نقش مکمل زن(مهتاب کرامتی) از جشن خانه سینما